# Matías Rigoleto
Matías Wolf Rigoleto Arévalo, noto semplicemente come Matías Rigoleto (Montevideo, 2 giugno 1995), è un calciatore uruguaiano, attaccante del Mushuc Runa.

## Caratteristiche tecniche
È un centravanti.

## Carriera
Cresciuto nel settore giovanile del Rampla Juniors, ha esordito in prima squadra il 21 dicembre 2013 disputando l'incontro di Segunda División Profesional perso 1-0 contro il Dep. Maldonado.

## Palmarès

### Competizioni nazionali
- Segunda División Profesional de Uruguay: 1

Rampla Juniors: 2015-2016